# Zigongosaurus
Zigongosaurus là một chi khủng long sauropoda sống tại nơi ngày này là Trung Quốc.